# Georges Paulmier
Georges Paulmier (Frépillon, 24 settembre 1882 – Châteaudun, 30 dicembre 1965) è stato un ciclista su strada francese.
Professionista dal 1908 al 1911, vinse due tappe al Tour de France.

## Palmarès
- 1908

10ª tappa Tour de France (Bayonne > Bordeaux)
- 1909

Limoges-Montauban
- 1910

Paris-Tours
8ª tappa Tour de France (Nîmes > Perpignan)

## Piazzamenti

### Grandi Giri
- Tour de France

1908: 6º
1910: 12º
1911: 16º

### Classiche monumento
- Milano-Sanremo

1909: 32º
1911: 34º